# 冷蒿
冷蒿（学名：Artemisia frigida）为菊科蒿属下的一个种。